# 기레촌 (오사카부)
기레촌(일본어: 喜連村)은 일본 오사카부 히가시나리군에 있던 촌이다. 현재의 오사카시 히라노구에 해당한다.

## 역사
- 1889년 4월 1일 - 정촌제 시행에 의해 스미요시군 미나미쿠다라촌이 성립하였다.
- 1896년 4월 1일 - 군 통합에 의해 히가시나리군으로 이관되었다.
- 1925년 4월 1일 - 오사카시에 편입해, 스미요시구의 일부가 되어 동일 기레촌은 폐지되었다.
- 1943년 4월 1일 - 분구에 의해 구촌 지역이 히가시스미요시구의 일부가 되었다.
- 1974년 7월 22일 - 분구에 의해 구촌 지역이 히가시 스미요시구의 일부가 되었다.

## 교통

### 철도
현재는 구촌 지역에 오사카 메트로 다니마치선 기레우리와리역이 있지만, 당시에는 미개통 상태였다.

## 참고문헌
- 角川日本地名大辞典 27 大阪府
- 谷川彰英『47都道府県・地名由来百科』丸善出版、2015年。ISBN 978-4-621-08761-9。